# Calle de Abril (Sagunto)
La calle de Abril es una vía pública de la ciudad española de Sagunto.

## Descripción
La vía discurre desde la calle de la Autonomía hasta la plaza del Hospital. Recuerda con el título a Arquilero Abril, que vivió en ella. Aparece descrita en el Nomenclator de las calles, plazas y puertas antiguas y modernas de la ciudad de Sagunto (1901) de Antonio Chabret y Fraga con las siguientes palabras:

Abril (calle de). Tiene su entrada por la del Sagrario y la salida por la plaza del Hospital. Recibió el nombre que actualmente lleva de mossén Arquilero Abril, señor de Chovar, caballero que habitaba en ella en la casa número 7, cuyo aspecto vetusto denota claramente la importancia y antigüedad de sus fundadores. En la época foral, y muy especialmente en sus postrimerías, durante la guerra de sucesión, los caballeros de este apellido desempeñaban el cargo de Justicia de Murviedro y llevaron á cabo arriesgadas comisiones entre los partidos beligerantes para aminorar los continuos y excesivos impuestos de guerra de esta villa, que por su posición estratégica sufría los vejámenes de uno y otro ejército.
(Chabret y Fraga, 1901, pp. 17-18)